# Giorgio Delvai
Giorgio Delvai (Sampierdarena, 27 maggio 1907 – ...) è stato un calciatore italiano, di ruolo attaccante.

## Palmarès

### Club

#### Competizioni nazionali
- Prima Divisione: 1

Atalanta: 1927-1928